# Cylindrogonus copiosus
Cylindrogonus copiosus är en mångfotingart som beskrevs av Loomis 1964. Cylindrogonus copiosus ingår i släktet Cylindrogonus och familjen Fuhrmannodesmidae. Inga underarter finns listade i Catalogue of Life.